# 막시밀리안 필리프
막시밀리안 필리프(독일어: Maximilian Philipp, 1994년 3월 1일 ~ )는 독일의 축구 선수로, 현재 독일 분데스리가의 SC 프라이부르크에서 공격수로 활약하고 있다.